# Croton myrianthus
Espèce
Croton myrianthus est une espèce de plantes à fleurs du genre Croton et de la famille des Euphorbiaceae présente au sud du Brésil.
Il a pour synonymes :
- Croton pallidulus var. myrianthus, (Müll.Arg.) L.B.Sm & S.F.Sm.
- Oxydectes myriantha, (Müll.Arg.) Kuntze